# Тайхниц

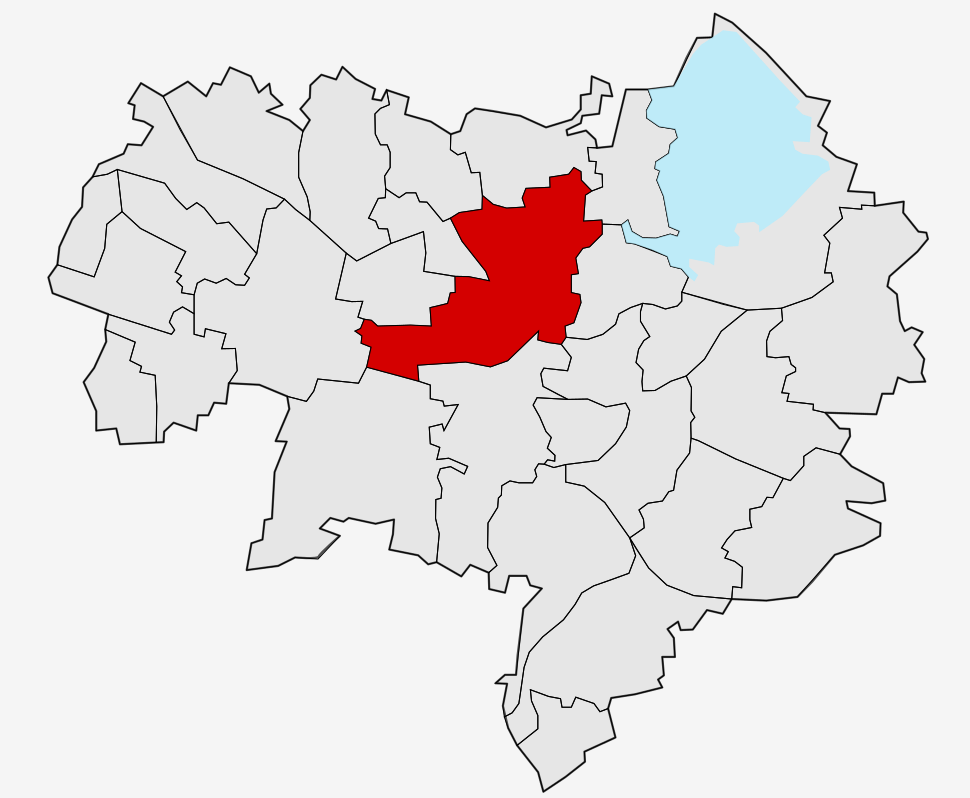
Тайхниц на городской карте Баутцена

Та́йхниц или Чи́хоньца (нем. Teichnitz; в.-луж. Ćichońcaо файле) — сельский населённый пункт в Верхней Лужице, находящийся с 1950 года в городских границах Баутцена, Германия. Район Баутцена. В границах района также находится деревня Нова-Чихоньца.

## География
Находится примерно в двух километрах северо-западнее от исторического центра Баутцена южнее притока Шпрее реки Темрицер-Вассер, славянское наименование — Чемерчка (нем. Temritzer Wassers, в.-луж. Ćemjerčka). На юго-востоке деревни проходит автомагистраль A4 и на западе от деревни — автомобильная дорога Бундесштрассе 96. На юго-западе от деревни — автомобильная развязка «Bautzen-West» автомагистрали А4 и Бундесштрассе 96. На востоке от деревни находится плотина Баутценского водохранилища.
На северо-западе от деревни расположен бетонный завод «Hentschke Bau».
Соседние населённые пункты: на севере — деревня Нова-Чихоньца (в составе Тайхница), на северо-востоке через пролив Баутценского водохранилища — деревня Нове-Мальсецы, на северо-востоке — деревня Вовнёв, на востоке, на противоположном берегу реки Шпрее — исторический городской район Стровотна-Студня, на юге — деревня Жидов (в составе городского района Западне-Пшедместо), на западе — деревня Чемерцы.

## История
Впервые упоминается в 1303 году в личном имени «Cuno de Thichenicz» (Куно из Тихеница) и в наименовании виллы «Thichenicz», в 1419 году впервые упоминается в современной орфографии. В 1950 году деревня вошла в границы Баутцена в качестве отдельного городского района. В 2020 году из состава района Тайхниц выделились деревня Эна и Ноймальзиц, которые приобрели статус самостоятельных городских районов Баутцена.
В настоящее время деревня входит в состав культурно-территориальной автономии «Лужицкая поселенческая область», на территории которой действуют законодательные акты земель Саксонии и Бранденбурга, содействующие сохранению лужицких языков и культуры лужичан.
Исторические немецкие наименования
- Cuno de Thichenicz, 1303
- Thichenicz, villa, 1303
- Thichenicz, 1345
- Teichnitz, 1419
- Teychnicz, 1461
- Teychnitz, 1519
- Teichnitz, 1791

Историческое серболужицкое наименование
- Ćichonicy[6]

## Население
Официальным языком в населённом пункте, помимо немецкого, является также верхнелужицкий язык.
Согласно статистическому сочинению «Dodawki k statisticy a etnografiji łužickich Serbow» Арношта Муки в 1884 году в деревне проживало 182 человека (из них — 165 лужичанина (91 %)).
| 1834 | 1871 | 1890 | 1910 | 1925 | 1939 | 1946 | 2020 |
| ---- | ---- | ---- | ---- | ---- | ---- | ---- | ---- |
| 166  | 176  | 168  | 191  | 228  | 211  | 250  | 278  |

## Достопримечательности
Культурные памятники федеральной земли Саксония
Всего в населённом пункте находятся пять объектов памятников культуры и истории:
| № | Объект                                                     | Немецкое наименование                                                                     | Датировка       | Месторасположение       | Номер объекта в реестре | Фото |
| - | ---------------------------------------------------------- | ----------------------------------------------------------------------------------------- | --------------- | ----------------------- | ----------------------- | ---- |
| 1 | Жилой дом с конюшней и сараем                              | Wohnhaus mit angrenzender Scheune und Stall                                               | Начало XIX века | Dorfplatz 6             | 09251379                |      |
| 2 | Усадьба с парком                                           | Rittergut und Gutspark Teichnitz                                                          | 1802 — 1850     | Dorfplatz 1, 3, 6, 7    | 09300801                |      |
| 3 | Жилой дом с открытой застройкой                            | Wohnhaus in offener Bebauung                                                              | Около 1900 года | Hoyerswerdaer Straße 40 | 09251391                |      |
| 4 | Жилой дом                                                  | Wohnhaus                                                                                  | Около 1850 года | Neuteichnitzer Straße 2 | 09251376                |      |
| 5 | Жилой дом с сараем и остатками ограды трёхстороннего двора | Wohnhaus und ehemalige Scheune sowie Reste der Einfriedung eines ehemaligen Dreiseithofes | 1800 — 1820     | Neuteichnitzer Straße 5 | 09251375                |      |